# Abd Allah ibn al-Zubayr
Abd Allah ibn al-Zubayr, född 624 och död 692, var en arabisk ledare för ett uppror mot umayyaddynastin.
Abd Allah ibn al-Zubayr deltog tidigt i flera av krigstågen under islams expansiva period. 651 erhöll han kalifen Usman ibn Affans uppdrag att medverka till att en officiell korantext sammanställdes. Som motståndare till de umayyadiska härskarna tvingades han 680 att fly till Mekka, där han samlade en upprorsarmé. Han dödades 692 under kalif Abd al-Maliks angrepp på staden.

### Källhänvisningar
1. 1 2  Абдуллах ибн Зубайр, Islamskij entsiklopeditjeskij slovar'.[källa från Wikidata]
2. ↑  läs online, Encyclopædia Britannica .[källa från Wikidata]
3. ↑  arabiskspråkiga Wikipedia.[källa från Wikidata]
4. 1 2  ”Abd Allah ibn al-Zubayr | Biography & History” (på engelska). Encyclopedia Britannica. https://www.britannica.com/biography/Abd-Allah-ibn-al-Zubayr. Läst 18 september 2021.